# Павел Кришалович
Павел Кришалович (пол. Paweł Kryszałowicz; нар. 23 червня 1974, Слупськ) — польський футболіст, що грав на позиції нападника.
Виступав за національну збірну Польщі.

## Клубна кар'єра
У дорослому футболі дебютував 1990 року виступами за команду клубу «Гриф Слупськ», в якій провів чотири сезони.
Протягом 1994—1995 років захищав кольори команди клубу «Завіша» (Бидгощ).
Своєю грою за останню команду привернув увагу представників тренерського штабу клубу «Аміка», до складу якого приєднався 1995 року. Відіграв за команду з містечка Вронкі наступні п'ять сезонів своєї ігрової кар'єри. Більшість часу, проведеного у складі «Аміки», був основним гравцем атакувальної ланки команди.
2001 року уклав контракт з клубом «Айнтрахт», у складі якого провів наступні два роки своєї кар'єри гравця. Граючи у складі «Айнтрахта» (Франкфурт-на-Майні) також здебільшого виходив на поле в основному складі команди.
Згодом з 2003 по 2007 рік грав у складі команд клубів «Аміка», «Вісла» (Краків) та «Вільгельмсгафен».
Завершив професійну ігрову кар'єру у клубі «Грйф Злупс», у складі якого вже виступав раніше. Прийшов до команди 2007 року, захищав її кольори до припинення виступів на професіональному рівні 2010 року.

## Виступи за збірну
1999 року дебютував в офіційних матчах у складі національної збірної Польщі. Протягом кар'єри у національній команді, яка тривала шість років, провів у формі головної команди країни 33 матчі, забивши десять голів.
У складі збірної був учасником чемпіонату світу 2002 року в Японії та Південній Кореї.

## Статистика виступів

### Статистика клубних виступів
| Сезон                    | Команда                  | Чемпіонат                | Чемпіонат | Чемпіонат | Усього | Усього |
| Сезон                    | Команда                  | Campionato               | Ігор      | Голів     | Ігор   | Голів  |
| ------------------------ | ------------------------ | ------------------------ | --------- | --------- | ------ | ------ |
| 1990–91                  | «Гриф Слупськ»           | III                      | ?         | ?         | ?      | ?      |
| 1991–92                  | «Гриф Слупськ»           | III                      | ?         | ?         | ?      | ?      |
| 1992–93                  | «Гриф Слупськ»           | IV                       | ?         | ?         | ?      | ?      |
| 1993–94                  | «Гриф Слупськ»           | III                      | ?         | ?         | ?      | ?      |
| Усього за «Гриф Слупськ» | Усього за «Гриф Слупськ» | Усього за «Гриф Слупськ» | ?         | ?         | ?      | ?      |
| 1994–95                  | «Завіша» (Бидгощ)        | II                       | ?         | ?         | ?      | ?      |
| 1995–96                  | «Аміка»                  | I                        | 31        | 6         | 31     | 6      |
| 1996–97                  | «Аміка»                  | I                        | 18        | 2         | 18     | 2      |
| 1997–98                  | «Аміка»                  | I                        | 32        | 10        | 32     | 10     |
| 1998–99                  | «Аміка»                  | I                        | 27        | 8         | 27     | 9      |
| 1999–00                  | «Аміка»                  | I                        | 27        | 11        | 27     | 11     |
| 2000-січ. 2001           | «Аміка»                  | I                        | 11        | 6         | 11     | 6      |
| Усього за «Аміку»        | Усього за «Аміку»        | Усього за «Аміку»        | 146       | 43        | 146    | 43     |
| січ.-лип. 2001           | «Айнтрахт»               | БЛ                       | 18        | 7         | 18     | 7      |
| 2001–02                  | «Айнтрахт»               | 2БЛ                      | 30        | 16        | 30     | 16     |
| 2002–03                  | «Айнтрахт»               | 2БЛ                      | 22        | 3         | 22     | 3      |
| Усього за «Айнтрахт»     | Усього за «Айнтрахт»     | Усього за «Айнтрахт»     | 70        | 26        | 70     | 26     |
| 2003–04                  | «Аміка»                  | I                        | 19        | 11        | 19     | 11     |
| 2004–05                  | «Аміка»                  | I                        | 23        | 6         | 23     | 6      |
| лип.-серп. 2005          | «Аміка»                  | I                        | 4         | 2         | 4      | 2      |
| Усього за «Аміку»        | Усього за «Аміку»        | Усього за «Аміку»        | 46        | 19        | 46     | 19     |
| ago. 2005–06             | «Вісла» (Краків)         | I                        | 19        | 4         | 19     | 4      |
| 2006-лют. 2007           | «Вісла» (Краків)         | I                        | 8         | 3         | 8      | 3      |
| Усього за «Віслу»        | Усього за «Віслу»        | Усього за «Віслу»        | 27        | 7         | 27     | 7      |
| лют.-лип. 2007           | «Вільгельмсгафен»        | 3L                       | 13        | 2         | 13     | 2      |
| 2007–08                  | «Гриф Слупськ»           | IV                       | ?         | ?         | ?      | ?      |
| 2008–09                  | «Гриф Слупськ»           | III                      | ?         | ?         | ?      | ?      |
| 2009–10                  | «Гриф Слупськ»           | III                      | ?         | ?         | ?      | ?      |
| Усього за «Гриф Слупськ» | Усього за «Гриф Слупськ» | Усього за «Гриф Слупськ» | 53        | 17        | 53     | 17     |
| Усього за кар'єру        | Усього за кар'єру        | Усього за кар'єру        | 355       | 114       | 355    | 114    |

## Титули і досягнення
- Володар Кубка Польщі (3):

«Аміка»: 1997-98, 1998-99, 1999-2000
- Володар Суперкубка Польщі (1):

«Аміка»: 1998